# District Ouïghour
Le district Ouïghour (kazakh : Ұйғыр ауданы) est un district de l’oblys d'Almaty au Kazakhstan. 

## Géographie
Le centre administratif du district est la ville de Chundzha.

## Démographie
Le district a une population estimée de 62 316 habitants en 2013.
La répartition ethnique au 1er janvier 2010 est:
| Groupe    | Population | Taux    |
| --------- | ---------- | ------- |
| Ouïghours | 36871      | 56,93%  |
| Kazakhs   | 26473      | 40,88%  |
| Russes    | 1122       | 1,73%   |
| Ouzbeks   | 66         | 0,10%   |
| Tatars    | 58         | 0,09%   |
| autres    | 139        | 0,21%   |
| Total     | 64762      | 100,00% |